# Günter Behnisch
Günter Behnisch (* 12. Juni 1922 in Lockwitz bei Dresden; † 12. Juli 2010 in Stuttgart) war ein deutscher Architekt und Professor für Architektur. Weltweite Bekanntheit erlangte er durch den Bau des Münchner Olympiageländes (1967–1972).

## Leben

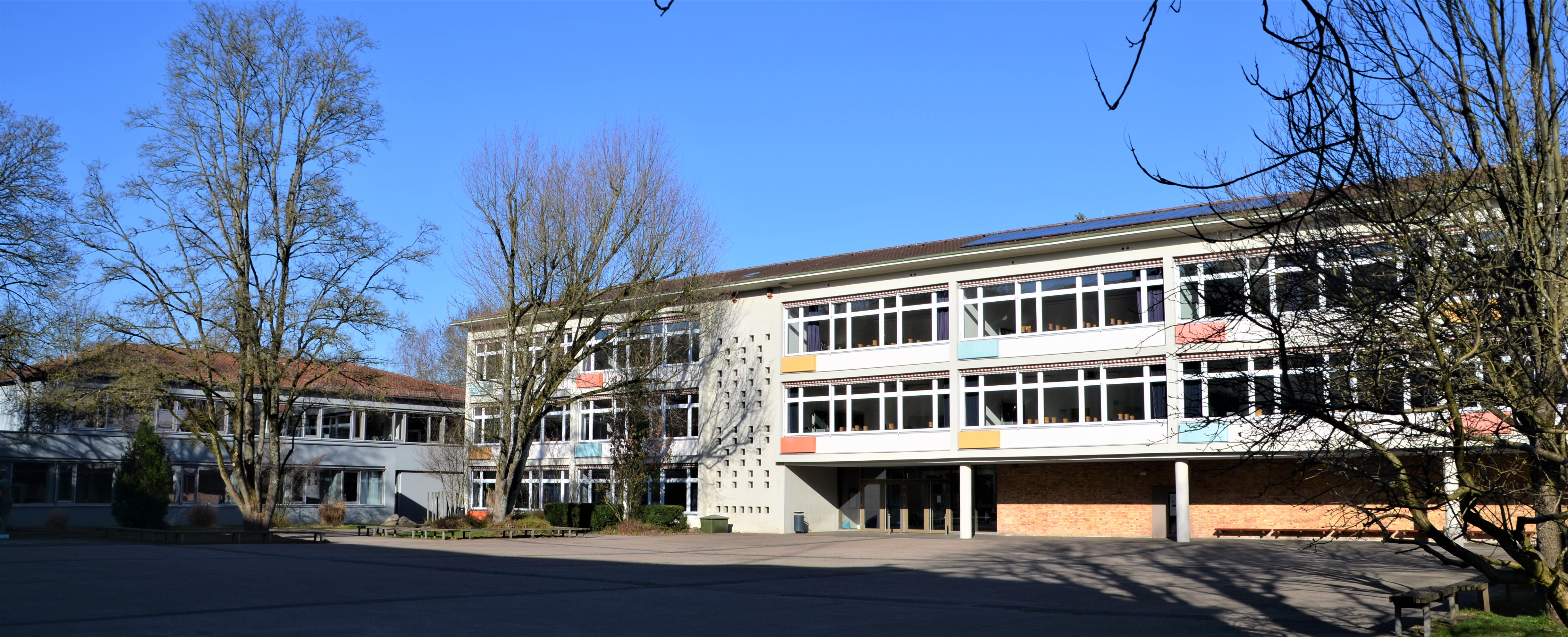
Hans-Baldung-Gymnasium Schwäbisch Gmünd (1954–1955)

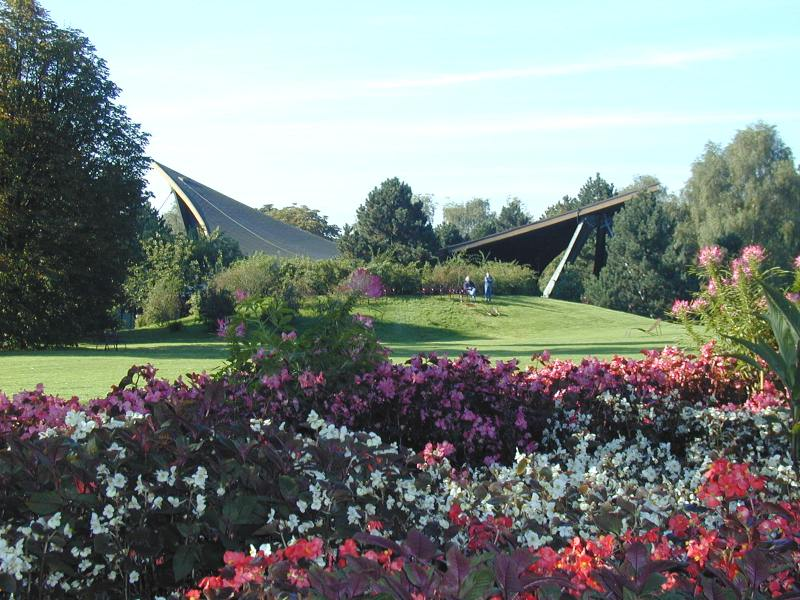
Das 1969 errichtete Sonnensegel im Dortmunder Westfalenpark gilt als Experimentalbau für die Machbarkeit der freitragenden Dachkonstruktion, die im Münchener Olympiastadion verwirklicht wurde.

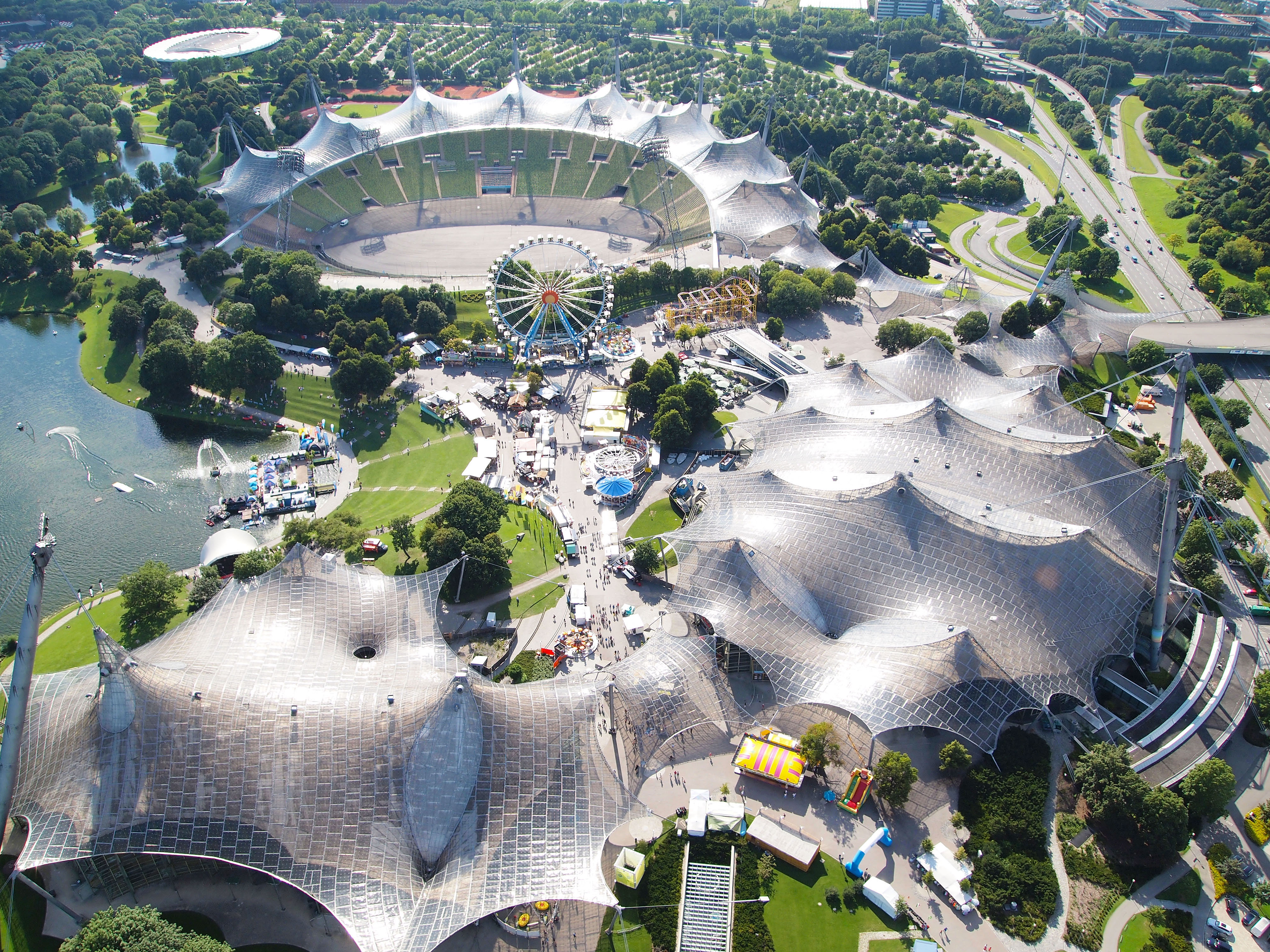
Münchener Olympiapark, Hauptort der Olympischen Sommerspiele 1972 (1967–1972).

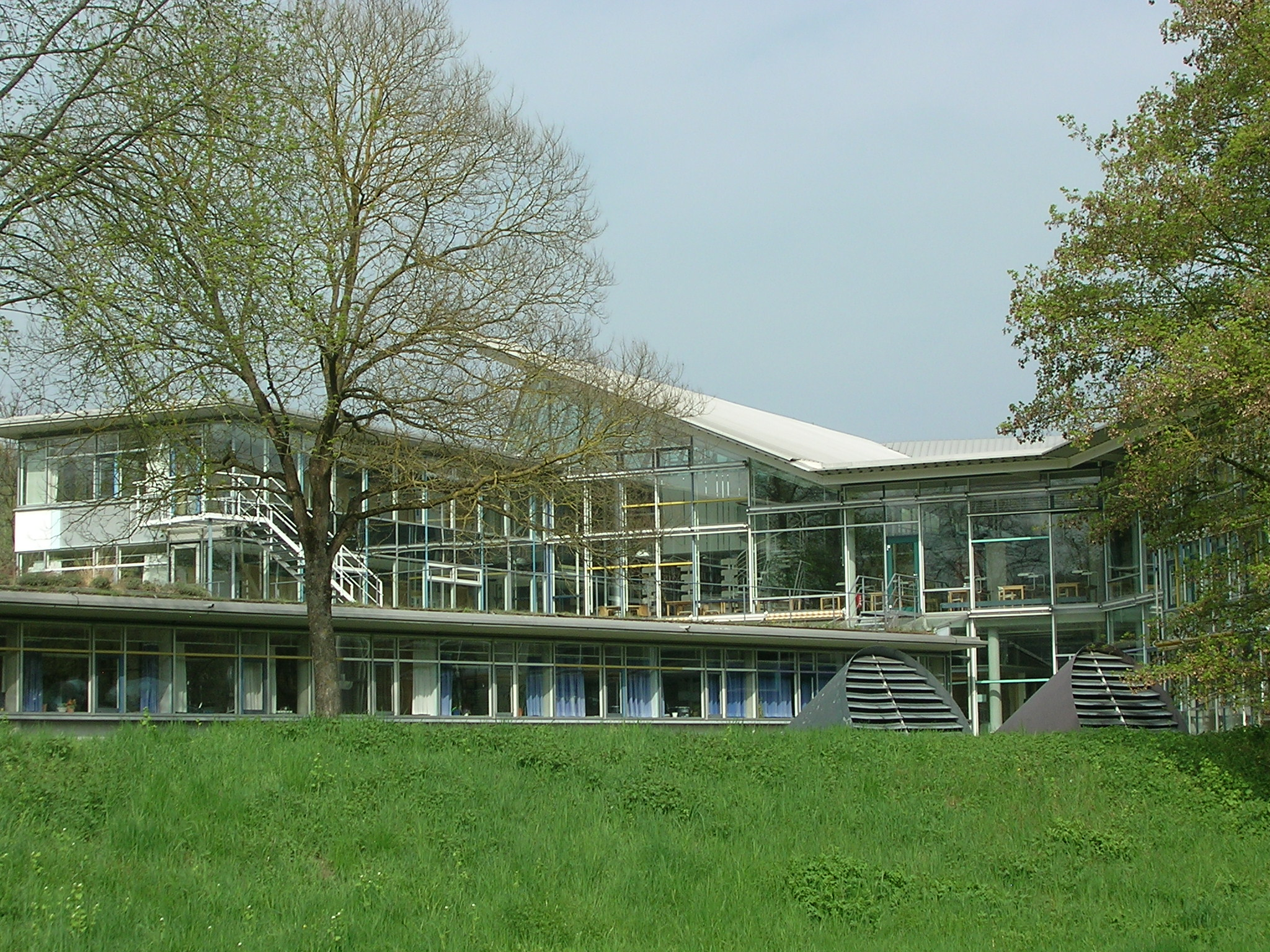
Zentralbibliothek der Katholischen Universität Eichstätt-Ingolstadt, Eichstätt (1984–1987)

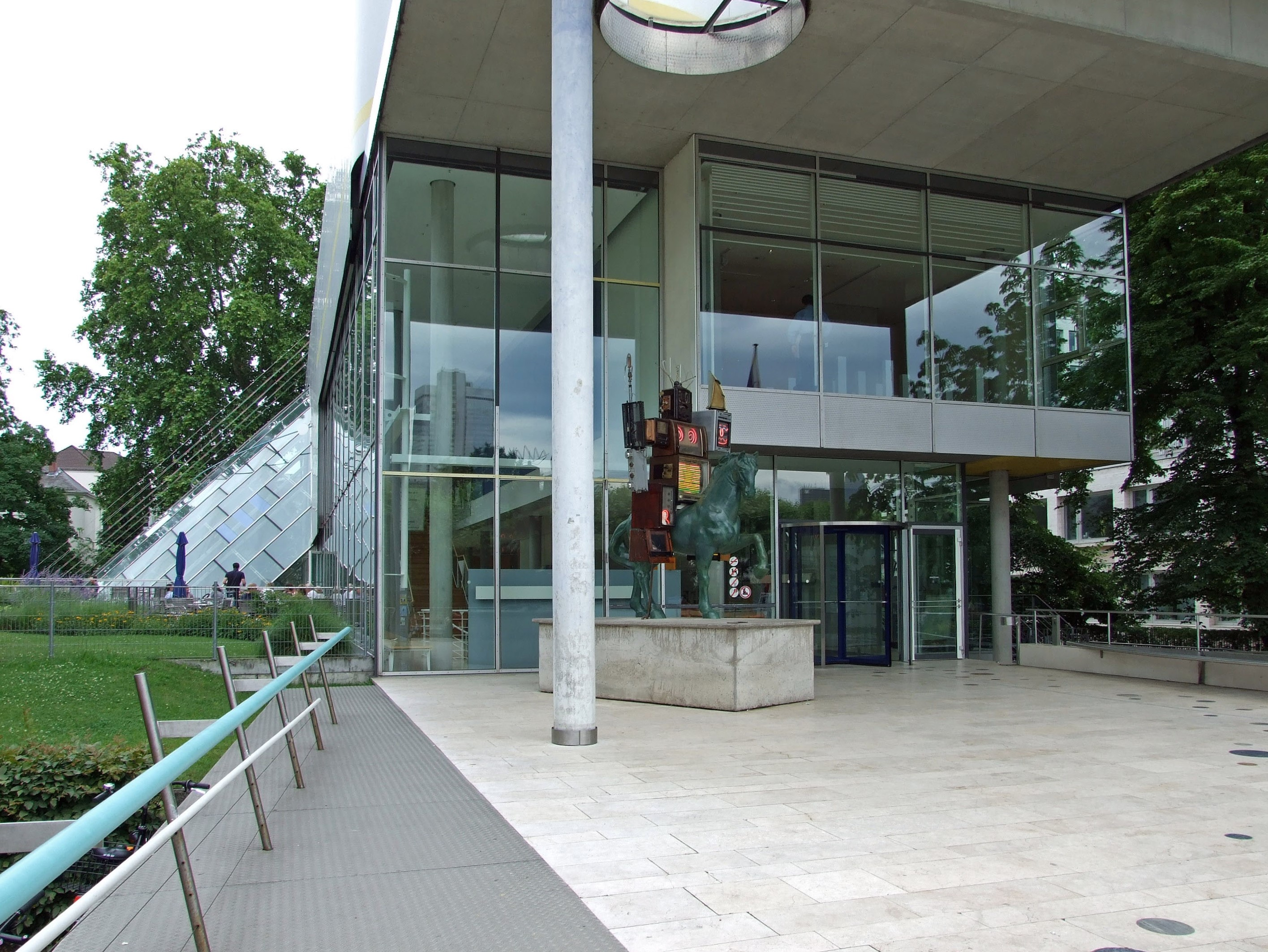
Deutsches Postmuseum in Frankfurt am Main (1984–1990)

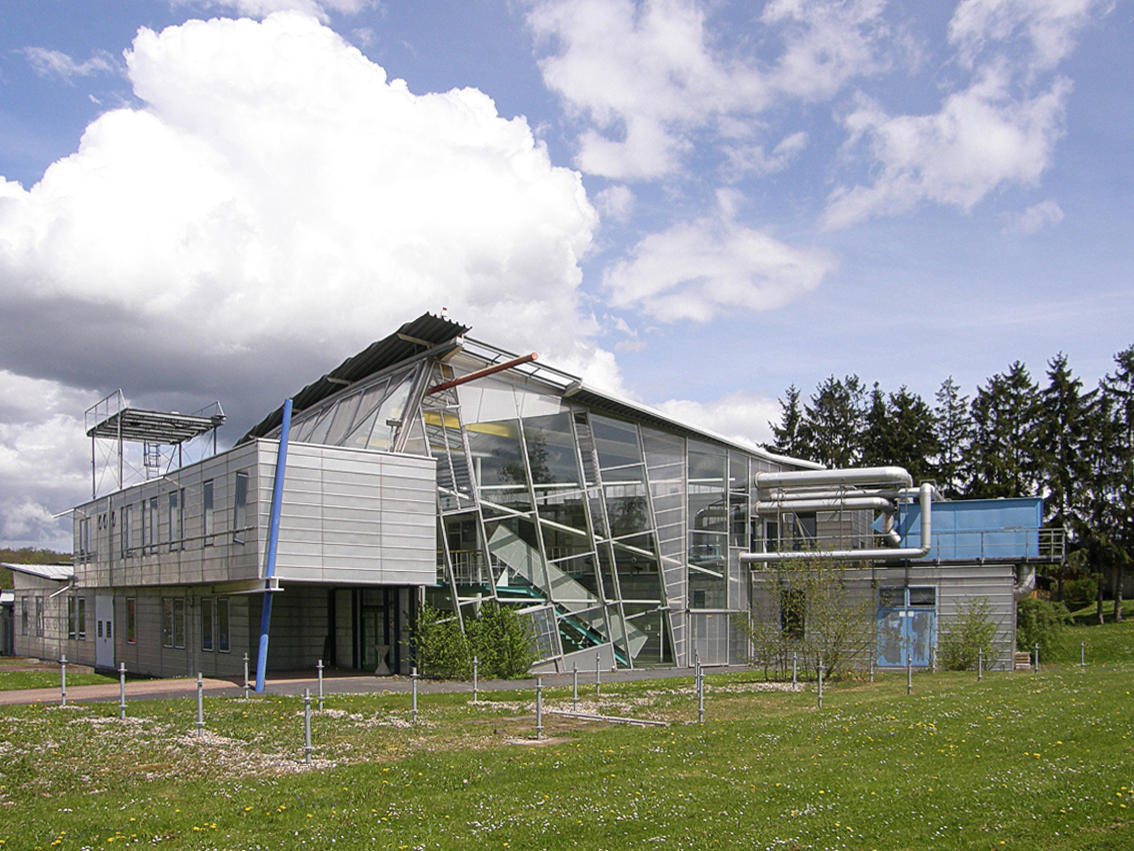
Hysolar-Forschungsinstitut der Universität Stuttgart (1986–1987)

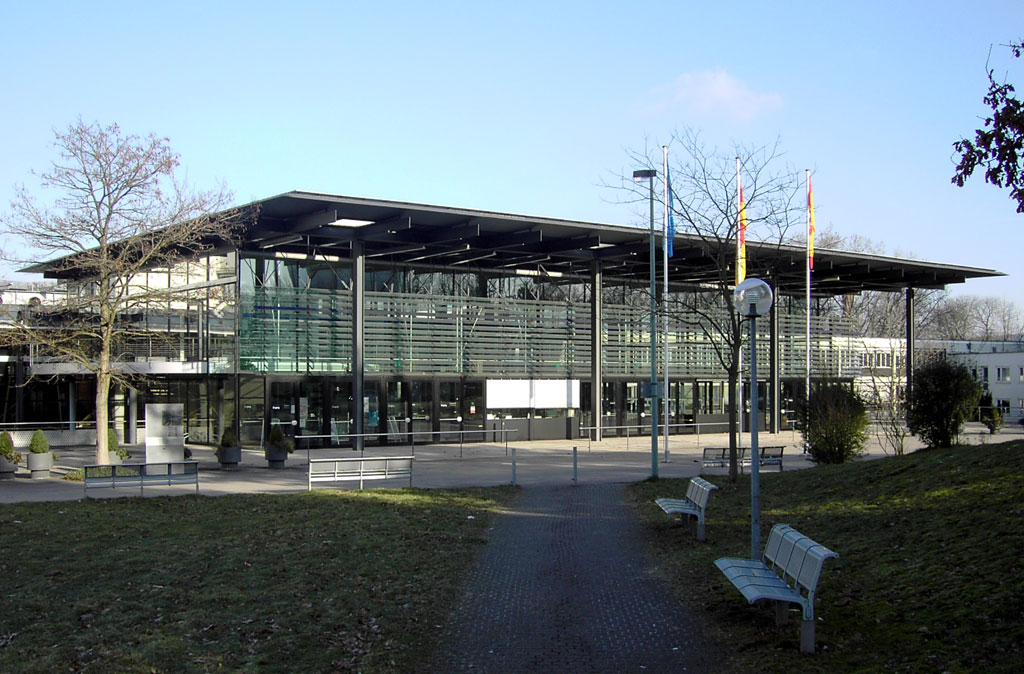
Plenarsaal des Deutschen Bundestages in Bonn, heute Teil des Bonner Bundeshauses (1987–1992)

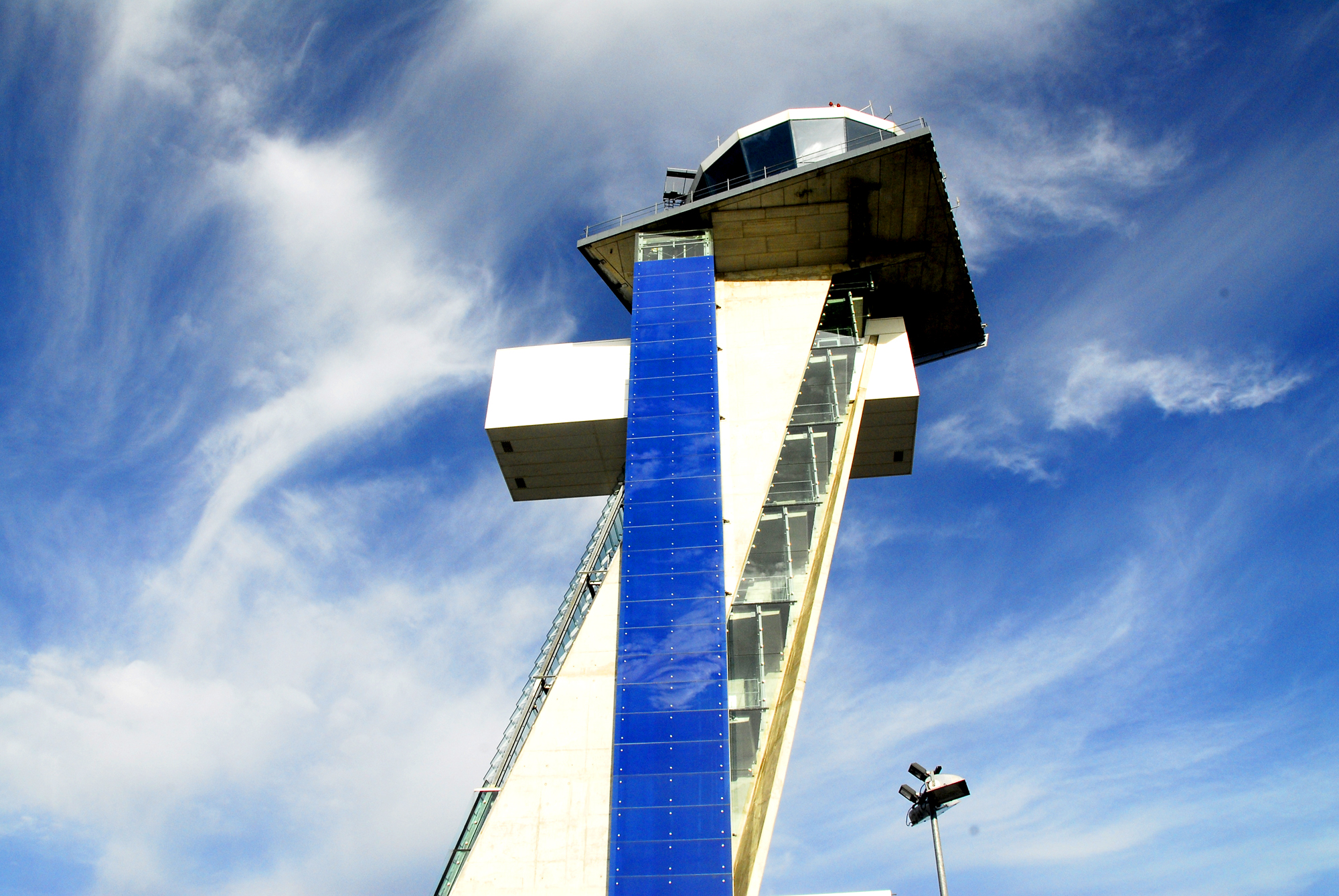
Tower am Flughafen Nürnberg (1995–1998)

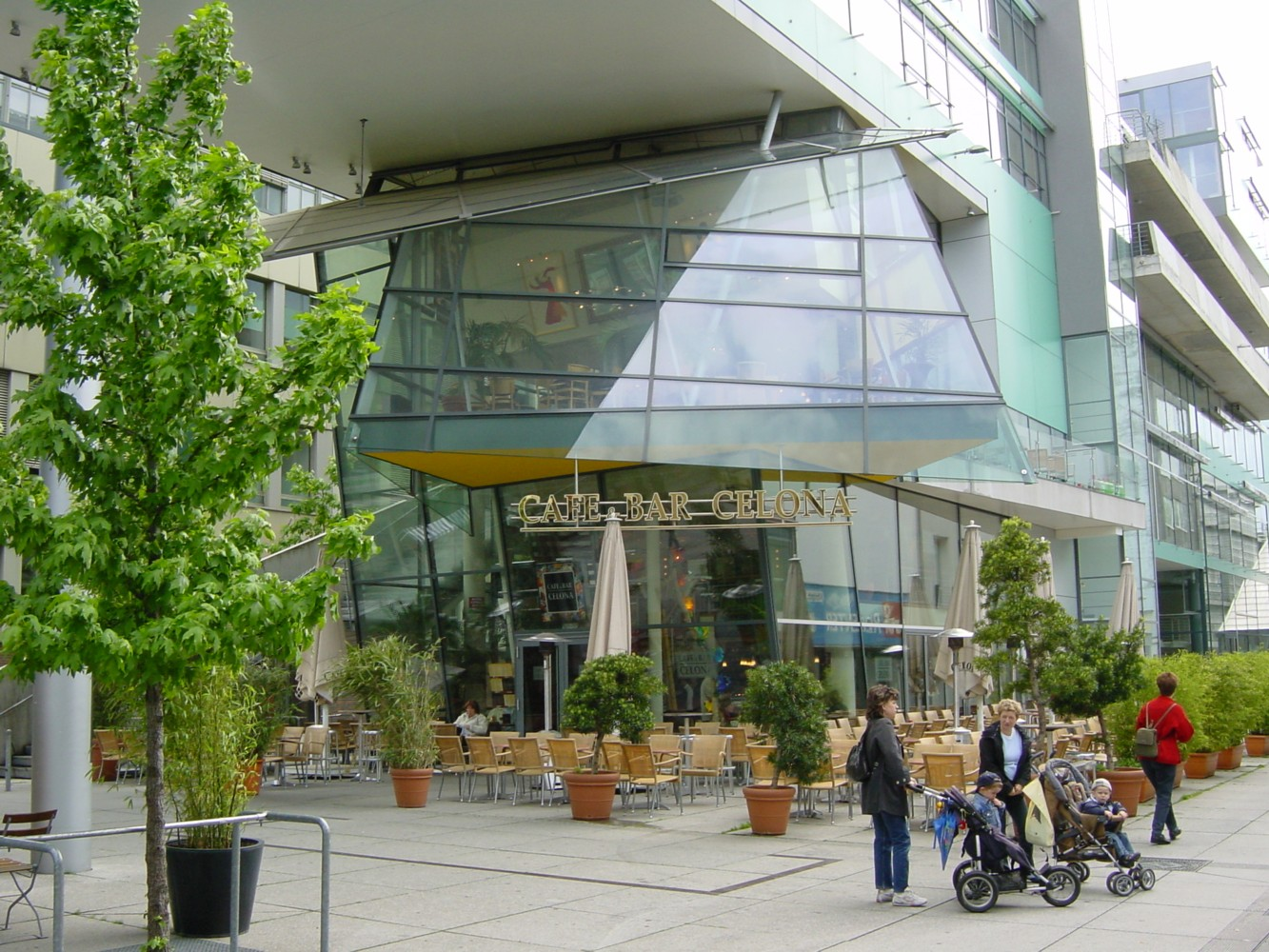
Behnisch-Haus-Krefeld (1999–2002)

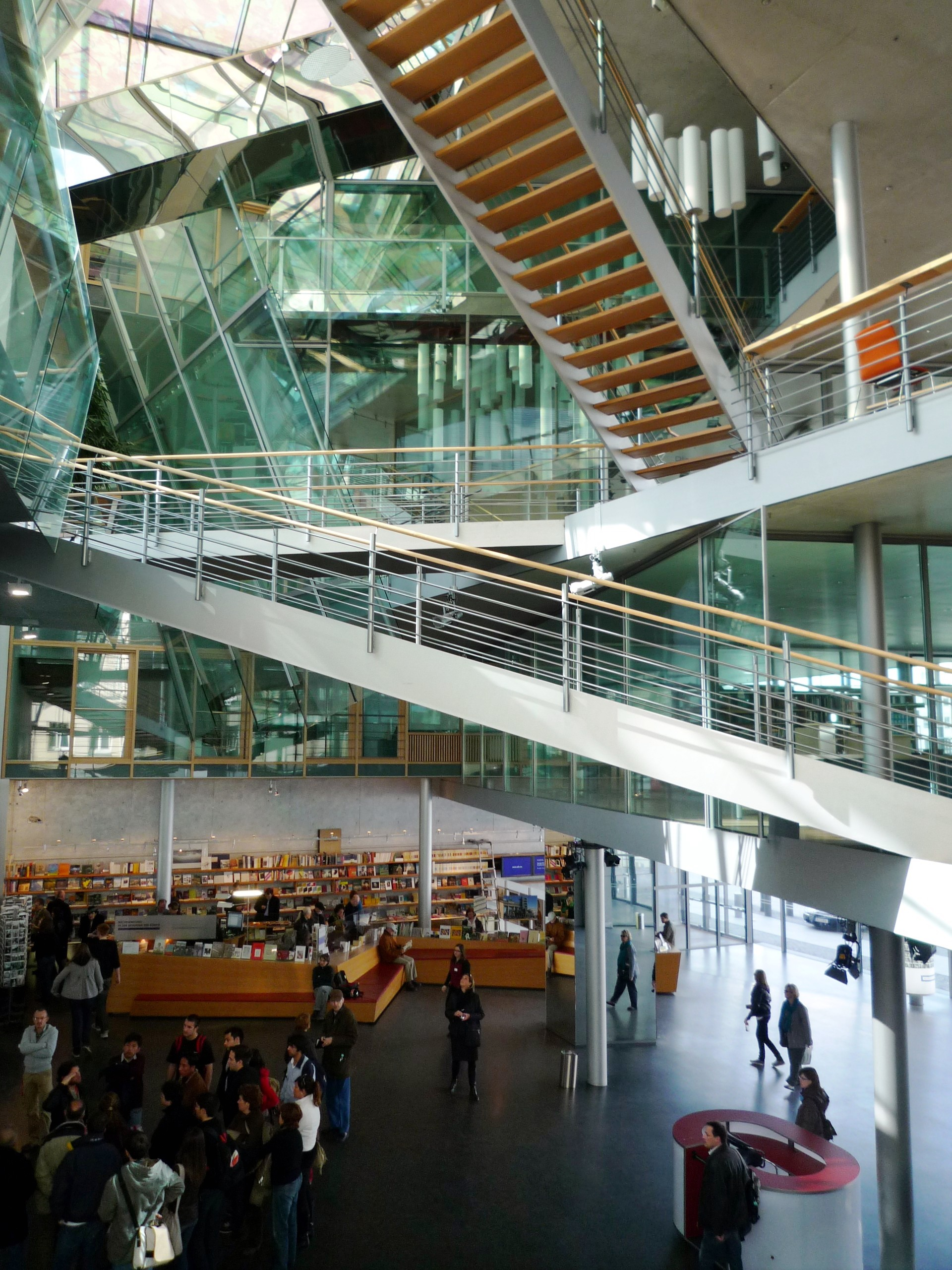
Akademie der Künste, Berlin (1993–2005)

Günter Behnisch wuchs zunächst in Lockwitz, seit 1930 Stadtteil von Dresden, auf. Sein Vater Johannes (1892–1978) war in Lockwitz Volksschullehrer und Mitglied des Gemeinderates. Seine Mutter war die aus Bad Elster stammende Martha Schwarze. 1934 zog seine Familie mit ihm als Zwölfjährigem nach Chemnitz. 1939 meldete Behnisch sich im Alter von 17 Jahren freiwillig als Offiziersanwärter zur Kriegsmarine. Er durchlief die Grund- und Bordausbildung und diente während des Zweiten Weltkriegs auf U-Booten. Am 4. Oktober 1944 wurde er Kommandant des neu in Dienst gestellten U-Boots U 2337. Von Mai 1945 bis Februar 1947 war er in britischer Kriegsgefangenschaft.
Von Herbst 1947 bis 1951 studierte Behnisch Architektur an der Technischen Hochschule Stuttgart. Anschließend arbeitete er von 1951 bis 1952 im Architekturbüro von Rolf Gutbrod in Stuttgart. 1952 gründete Behnisch in Stuttgart sein eigenes Büro, das er bis 1956 mit Bruno Lambart betrieb. 1966 wurde die Architektengruppe Behnisch & Partner gegründet, die Behnisch unter wechselnden Namen jeweils mit einem oder mehreren Partnern führte. Infolge einer schweren Erkrankung von Günter Behnisch wurde das Büro im Jahr 2005 aufgelöst. 1989 gründete er mit seinem Sohn Stefan Behnisch das Zweigbüro Behnisch, Behnisch & Partner in Stuttgart, das 1991 eigenständig wurde und inzwischen unter dem Namen Behnisch Architekten weltweit agiert.
Von 1967 bis 1987 war Günter Behnisch ordentlicher Professor für Entwerfen, Industriebau und Baugestaltung an der Technischen Universität Darmstadt sowie gleichzeitig Direktor des dortigen Instituts für Normgebung. 1982 wurde Behnisch Mitglied der Akademie der Künste in Berlin und 1984 zum Ehrendoktor der Universität Stuttgart ernannt. 1996 wurde er zum Gründungsmitglied der Sächsischen Akademie der Künste berufen, deren Klasse Baukunst er bis 2000 leitete.
Günter Behnisch war verheiratet und hatte zwei Töchter und einen Sohn. Er starb am 12. Juli 2010 nach langer Krankheit im Alter von 88 Jahren in Stuttgart.

## Bauten
Günter Behnisch galt als einer der wichtigsten Vertreter der modernen Architektur in Deutschland und als „Verfechter des demokratischen Bauens ohne jede Status- und Machtsymbolik“. Behnisch wurde als „Baumeister der Demokratie“ bezeichnet. Frühwerke sind das Hans-Baldung-Gymnasium in Schwäbisch Gmünd (1954–1955) sowie das denkmalgeschützte Hohenstaufen-Gymnasium in Göppingen (1959).
Die von ihm geschaffenen Gebäude, bei denen er „Freiheit in gläsern-luftige Formen“ brachte, prägten das Bild der Bundesrepublik Deutschland in der Welt. Hierzu trug insbesondere das von der Architektengruppe Olympiapark im Büro Behnisch & Partner anlässlich der Olympischen Sommerspiele 1972 von 1967 bis 1972 erstellte Olympiagelände in München bei, wo das von Frei Otto für die Weltausstellung 1967 in Montreal konzipierte „schwebende Dach“ weiterentwickelt wurde. Für die gemeinsam mit Frei Otto entwickelte Dachkonstruktion (Seiltragwerk) des Münchener Olympiastadions wurde Behnisch weltberühmt. Bekannt wurde das Büro auch mit dem Auftrag des 1992 fertiggestellten neuen Plenarsaal des Deutschen Bundestages in Bonn (heute Teil des Bonner Bundeshauses).
Ab Mitte der 1980er zählte das Büro Behnisch & Partner zu einem der einflussreichsten Vertreter des Dekonstruktivismus in der Architektur. Beispiele hierfür sind die Zentralbibliothek der Katholischen Universität in Eichstätt (1984–1987), das Deutsche Postmuseum in Frankfurt am Main (1984–1990), das Hysolar-Forschungsinstitut der Universität Stuttgart (1986–1987), der Kindergarten „Schiff im Weinberg“ in Stuttgart-Luginsland (1990) sowie die Innenraumgestaltung des neuen Plenarsaals des Deutschen Bundestages in Bonn (1987–1992) und der Akademie der Künste in Berlin (1993–2005).

## Preise und Auszeichnungen
- 1972: Großer Architekturpreis des Bundes Deutscher Architekten (BDA)
- 1982: Mitglied der Akademie der Künste in Berlin
- 1984: Ehrendoktorwürde der Universität Stuttgart
- 1992: Ehrenmitglied des Bundes Deutscher Architekten (BDA)
- 1993: Hans-Molfenter-Preis der Stadt Stuttgart
- 1996: Mitglied der Sächsischen Akademie der Künste
- 1997: Bundesverdienstkreuz I. Klasse des Verdienstordens der Bundesrepublik Deutschland
- 2008: Deutscher Kritikerpreis (Ehrenpreis)
- 2013: Benennung einer Straße auf dem Campus Lichtwiese der TU Darmstadt[7]

## Zitat
„Behnisch wollte die Gesellschaft mit seiner Architektur nicht erziehen. Aber Günter Behnisch hat versucht, seinem Bau einen Zukunftsaspekt mitzugeben. Er hat einen Hoffnungsschimmer eingebaut, der nicht nur die Realität reproduziert, sondern der in die Zukunft weist.“

## Schriften
- Stefan Behnisch (Hrsg.): Über Architektur. Vorträge und Schriften von Günter Behnisch. Stuttgart. avedition, Stuttgart 2022, ISBN 978-3-89986-377-2.

## Nachlass
Sein umfangreiches Werkarchiv liegt im Südwestdeutschen Archiv für Architektur und Ingenieurbau.

## Filme
- Günter Behnisch, Architekt. Dokumentation und Gespräch, Deutschland, 2001, 28 Min., Moderation: Markus Brock, Regie: Stefan Bub, Produktion: SWR, Reihe: Treffpunkt bei …, Film-Daten von ARD und Daten der SLUB.
- Die Schönheit der Transparenz – der Architekt Günter Behnisch. Dokumentarfilm, Deutschland, 1996, Min., Buch und Regie: Joachim Haupt und Sabine Pollmeier, Produktion: Parnass Film.

## Ausstellungen
- Architekten Behnisch & Partner. Arbeiten aus den Jahren 1952–1987. Architetti Behnisch & Partner. Lavori degli anni 1952–1987. Goethe-Institute Rom, Mailand, Neapel, Palermo, Triest, 1987 / Kuration: Sibylle Käppel.
- Günter Behnisch. Aedes West, Berlin, 21. Juni bis 25. August 2002 / Kuration: Frank Ockert und Carola Franke-Höltzermann.
- Günter Behnisch 100. 27. Juli bis 3. Oktober 2022 / Königstr. 1C 70173 Stuttgart / Kuration: Petra Behnisch (Behnisch Architekten), Mechthild Ebert (saai), Senay Memet (saai), Dr.-Ing. Elisabeth Spieker (Behnisch Architekten).[8]